# Martin Bacháček z Nouměřic
Martin Bacháček z Nouměřic (11. listopadu 1539, Nouměřice – 17. února 1612 Praha) byl český astronom a matematik, rektor Univerzity Karlovy a podporovatel Johanna Keplera.

## Profesionální kariéra
Studoval nejprve na pražské univerzitě a poté na univerzitách v Lipsku a Wittenbergu, kde se vzdělával především v matematice a astronomii. V roce 1570 se vrátil do Čech a poté působil na mimopražských školách. V roce 1582 se stal profesorem na filozofické fakultě v Praze, kde vyučoval matematiku, astronomii a klasické jazyky. Na pražské univerzitě působil v mnoha funkcích až do své smrti. V letech 1599–1600 a 1603–1612 byl rektorem. V té době si dal postavit letní dům v Michli (dnes místní část Prahy 4). Významným způsobem se zasloužil o české školství v Čechách i na Moravě. V roce 1605 u něj bydlel Johannes Kepler, se kterým konal pozorování.
Třebaže byl svými vrstevníky ceněn jako znamenitý matematik a astronom, během svého života nevydal kromě několika kalendářů a prognostik žádné významnější spisy.

## Zajímavost
Jmenovka Martina Bacháčka ve štukové kartuši byla umístěna pod okny Národního muzea v Praze spolu s mnoha dalšími, viz Dvaasedmdesát jmen české historie.

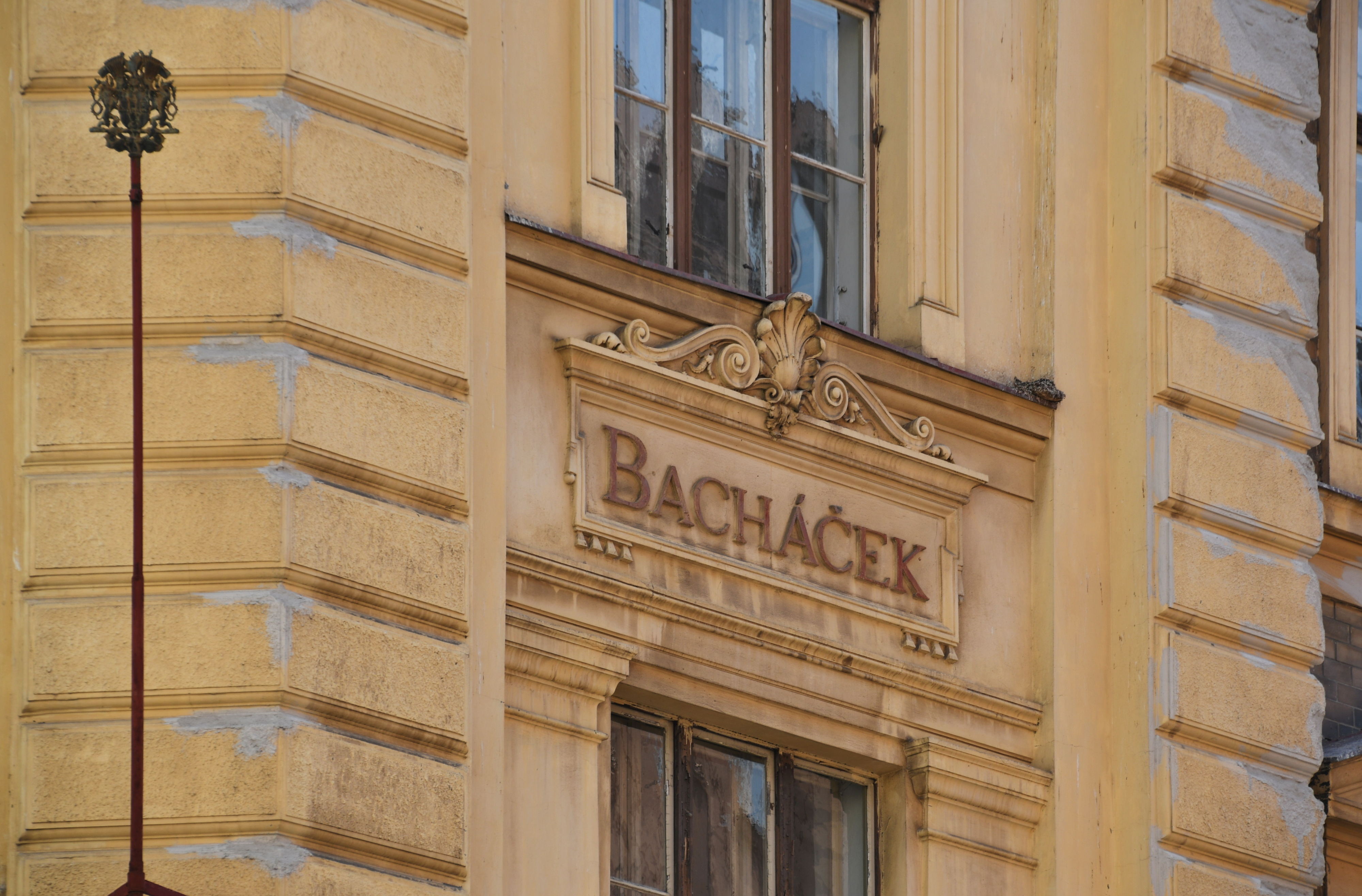
Kartuš se jménem Martina Bacháčka z Nouměřic na škole v Holešovicích

Jeho jméno je rovněž uvedeno mezi osmi jmény významných pedagogů na průčelí základní školy Letohradská 370/1 v Praze 7 - Holešovicích.